# Halichoeres melas
Halichoeres melas är en fiskart som beskrevs av Randall och Earle, 1994. Halichoeres melas ingår i släktet Halichoeres och familjen läppfiskar. IUCN kategoriserar arten globalt som otillräckligt studerad. Inga underarter finns listade i Catalogue of Life.